# Pegesimallus silaceus
Pegesimallus silaceus là một loài ruồi trong họ Asilidae. Pegesimallus silaceus được Hermann miêu tả năm 1907.